# Pierre Raymond (émailleur)
Pour les articles homonymes, voir Pierre Raymond et Raymond.
Pierre Raymond est un émailleur limousin du XVIe siècle.

## Biographie
Originaire de Limoges, on ne sait pas quand il est né.
Il signe Remmo, Rexmon, Remon et même Rexman, lors de ses relations d'affaires avec les grandes familles d'Allemagne.
Sur vingt émaux de lui, on trouve une vraie œuvre d'art et dix-neuf pièces de commerce. Il exécute principalement des émaux en grisaille, aux carnations teintées.
On a de lui des émaux datés de 1534 à 1578, au palais des Arts : la Cène, d'après Raphaël; Les rois de la Bible; Le jugement de Salomon; au cabinet de M. Odiot : L'amour de Cupidon et de Psyché, mère de Volupté, émail orné du portrait d'Henri II et de Diane de Poitiers en nymphe chasseresse – Les premiers âges (cabinet de Bruges); Joseph fuyant la femme de Putiphar; Judith et Holopherne; Vénus et Bacchus; Enée et Anchise (cabinet de M. Préault).
On cite aussi : Jethro au camp de Moïse; Saphan lisant devarit Josias le livre de la loi; Joseph expliquant les songes de Pharaon; Suzanne au bain; Suzanne surprise par les vieillards et toute la légende de Suzanne; les Douze mois; le Triomphe dé Diane; les douze scènes de la Passion, d'après Albert Durer, etc. (au Louvre); le Portement de croix (collection Survageot); plusieurs très-belles coupes (collections Fountaine et Derome); etc.. 
Il enlumine le livre de la confrérie du Saint-Sacrement à Limoges, de 1556 à 1584, manuscrit in-4°, et pour 17 sols, valeur d'un hectolitre de blé en 1550, il y peint deux anges suspendant a une guirlande de fleurs et de fruits les armes de la confrérie. Il est riche pour son époque : il possède une maison à Limoges et deux vignes.
On ignore la date de sa mort.

## Citation sur lui
M. de Laborde a dit : « Pierre Raymond se rapprocha avec le plus de succès des petits maîtres allemands eux-mêmes, un peu italianisés. Il y a deux hommes
en lui, l'artiste et le fabricant; malheureusement l'un éclipse l'autre : c'est le fabricant qui domine; c'est à lui que les grandes familles de Nuremberg et de Wurtzbourg adressaient leurs commandes. Cet artiste de talent dans la grisaille teintée sait disposer son effet, mélanger ses travaux, et donner à un dessin supportable un grand charme et beaucoup d'attrait. Homme fécond, plein de ressources et d'imagination, il exécutait vingt plats différents par leurs arabesques et la variété des combinaisons, et les faisait répéter chacun dix fois par ses élèves. ».